# Plagiochila aspericaulis
Plagiochila aspericaulis là một loài rêu trong họ Plagiochilaceae. Loài này được Grolle & M. L. So mô tả khoa học đầu tiên năm 1999.